# Listă de filme rusești din 2008
Aceasta este o listă de filme produse în Rusia în 2008:
| Titlul în engleză     | Titlul în rusă            | Regizor                | Actori                                                    | Gen            | Note |
| --------------------- | ------------------------- | ---------------------- | --------------------------------------------------------- | -------------- | ---- |
| Admiral               | Адмиралъ                  | Andrei Kravciuk        | Konstantin Habenski Elizaveta Boiarskaia Serghei Bezrukov | drama istorică |      |
| The Best Movie        | Самый лучший фильм        | Kirill Kuzin           |                                                           | comedie        |      |
| Hard to Be a God      | История арканарской резни | Aleksei German         |                                                           |                |      |
| Hipsters              | Стиляги                   | Valerii Todorovschi    |                                                           |                |      |
| The Inhabited Island  | Обитаемый остров          | Feodor Bondartjuk      |                                                           | actiune        |      |
| Morphine              | Морфий                    | Alecsei Balabanov      |                                                           |                |      |
| Philosophy of a Knife | Философия ножа            | Andrei Iskanov         |                                                           |                |      |
| Everybody Dies But Me | Все умрут, а я останусь   | Valeriia Gaj Germanika |                                                           | drama          |      |